# Julian Diaz
* solo in precampionato e/o in quadra di allenamento
Julian Diaz (Lincoln, 18 giugno 1999) è un giocatore di football americano statunitense punter free agent. Al college ha giocato per l'Università del Nevada-Reno.

## Carriera universitaria
Diaz, originario di Lincoln in California, dai 4 ai 18 anni praticò solo il calcio per poi cominciare a giocare a football nel suo primo anno alla Lincoln High School come kicker dove aiutò la squadra a vincere il campionato nel 2016, con 41 extra point segnati su 47, 2 field goal, 39 touchback e una media di 32 yard per punt. Terminata la scuola superiore Diaz giocò per due anni per l'American River Community College di Sacramento, nel campionato della California Community College Athletic Association (CCCAA) dove complessivamente segnò 16 field goal, il più lungo da 47 yard, e realizzò il 90% degli extra point. Le sue prestazioni attirarono l'attenzione di college di primo piano e nel 2019 ricevette le proposte di varie università importanti, come Texas State, Sacramento State e Oregon State ma Diaz scelse di andare a giocare all'Università del Nevada-Reno con i Wolf Pack che militano nella Mountain West Conference (MWC) della Divisione I della Football Bowl Subdivision (FBS) della NCAA.
Con i Wolf Pack giocò tre anni, dal 2019 al 2021, sfruttando l'anno in più di eleggibilità dato ai giocatori per le restrizioni causate dalla pandemia da COVID-19 durante la stagione 2020. Nel 2019 giocò in 12 partite su 13 calciando solo i kickoff, con una media di 59,3 yard a kickoff. Nel 2020, stagione limitata per la pandemia, giocò in 7 partite calciando sia i kickoff che i punt dove ebbe una media di 46,3 yard per punt, con il più lungo da 76 yard. Nel 2021 giocò in tutte le 13 partite stagionali calciando complessivamente 50 punt per 2.250 yard, con una media di 45,0 yard per punt, con il più lungo da 61 yard.
Il 14 gennaio 2022 Diaz si candidò per il Draft NFL 2022.
| 2017         | American River | CCCAA        | --           | 12 | 0   | 0      | 0   | 0,0  | 0  | 0  | 0     | 0,0  | 0  |
| 2018         | American River | CCCAA        | --           | 11 | 0   | 0      | 0   | 0,0  | 0  | 26 | 1.023 | 39,3 | 59 |
| 2019         | Nevada         | FBS Div. I   | MWC          | 12 | 56  | 3.323  | 34  | 59,3 | 79 | 0  | 0     | 0,0  | 0  |
| 2020         | Nevada         | FBS Div. I   | MWC          | 7  | 37  | 2.277  | 19  | 61,5 | 70 | 23 | 1.065 | 46,3 | 76 |
| 2021         | Nevada         | FBS Div. I   | MWC          | 13 | 81  | 5.110  | 52  | 63,1 | 71 | 50 | 2.250 | 45,0 | 61 |
| Totale CCCAA | Totale CCCAA   | Totale CCCAA | Totale CCCAA | 23 | 0   | 0      | 0   | 0,0  | 0  | 26 | 1.023 | 39,3 | 59 |
| Totale FBS   | Totale FBS     | Totale FBS   | Totale FBS   | 32 | 174 | 10.710 | 105 | 61,6 | 79 | 73 | 3.315 | 45,5 | 76 |

Fonte: Football Database

## Carriera professionistica

### Las Vegas Raiders
Diaz non venne scelto nel corso del Draft NFL 2022 e sostenne poi, durante la stagione 2022, vari provini con diverse squadre, come i Los Angeles Rams, i Philadelphia Eagles, gli Arizona Cardinals e i Las Vegas Raiders.
Il 9 gennaio 2023 Diaz firmò da riserva/contratto futuro con i Las Vegas Raiders.
Il 12 aprile 2023 fu svincolato dai Raiders.